# Miguel Lutonda
Miguel Timóteo Pontes Lutonda (Luanda, 24 dicembre 1971) è un allenatore di pallacanestro ed ex cestista angolano.

## Carriera
Alto 186 cm per 78 kg, ha giocato come guardia nel Primeiro de Agosto e nella nazionale di pallacanestro dell'Angola, con cui ha preso parte alle Olimpiadi 2000 e 2004 e ai Mondiali 2002 e 2006.